# Upplands runinskrifter 185
Upplands runinskrifter 185 är fyra vikingatida runstensfragment av sandsten i Össeby kyrkoruin, Össeby-Garns socken och Vallentuna kommun.
Fragment A är 22 gånger 27 centimeter, fragment B 13,5 gånger 10 centimeter och fragment C 17 gånger 12 centimeter. I samband med en restaurering av Össeby kyrkoruin hittades ett fjärde fragment, som ses på bilden, som hör till U 185. Det fjärde fragmentet innehåller runföljden "run(f)(a)..." som kan tolkas som namnet "Runfastr".
Fragmenten förvaras i kyrkoruinen och på SHM.

## Inskriften
Translitterering av runraden:
... (u)k · run(f)(a)... ...har ' li... [...r ' as... ...-r ' h(a)...]
Normalisering till runsvenska:
... ok ʀun... ... ... ... ... ... ...
Översättning till nusvenska:
... och Run ...